# Anie Mouroux
Anie Mouroux (Mélanie Anaïs Émilie Mouroux), née à Paris 12e le 12 décembre 1887 et morte le 18 octobre 1978 à Roquebillière (Alpes-Maritimes), est une sculptrice et  médailleuse française.

## Biographie
Élève à l'école nationale supérieure des beaux-arts de Paris, elle est la première élève féminine à monter en loge pour le concours du grand prix de Rome de gravure en médailles.
Deuxième second grand prix de Rome de gravure en 1919, elle fut longtemps la seule femme récompensée par ce titre. La même année, la Monnaie de Paris lui commande une médaille sous le titre « La fraternité sur le champ de bataille ». Plus tard, en 1921, la même Monnaie lui demande une médaille du président Warren Harding des États-Unis, d'une valeur de 5 000 francs. Le lien avec les États-Unis est également maintenu avec une commande pour la médaille du prix de philosophie William E. Bingham, une pièce produite par Mouroux et conçue par le professeur Albert Chandler de l'État de l'Ohio, représentant la déesse Athéna.
Elle exposa au Salon de la Société des artistes français à partir de 1908. Notons qu'elle présenta au Salon d'Hiver en 1943 une médaille en bronze du Docteur Balthazard (no 8).
Elle est conservateur du musée municipal de Casablanca et professeur à l'école des beaux-arts de la même ville.
Elle est chargée de mission à Washington, Madrid et Belgrade.
Entre autres distinctions, elle a reçu la médaille d'or de l'École des Beaux-Arts, la médaille d'argent du Salon des Artistes Français et a été faite chevalier de la Légion d'honneur.